# Population
För andra betydelser, se Population (olika betydelser).

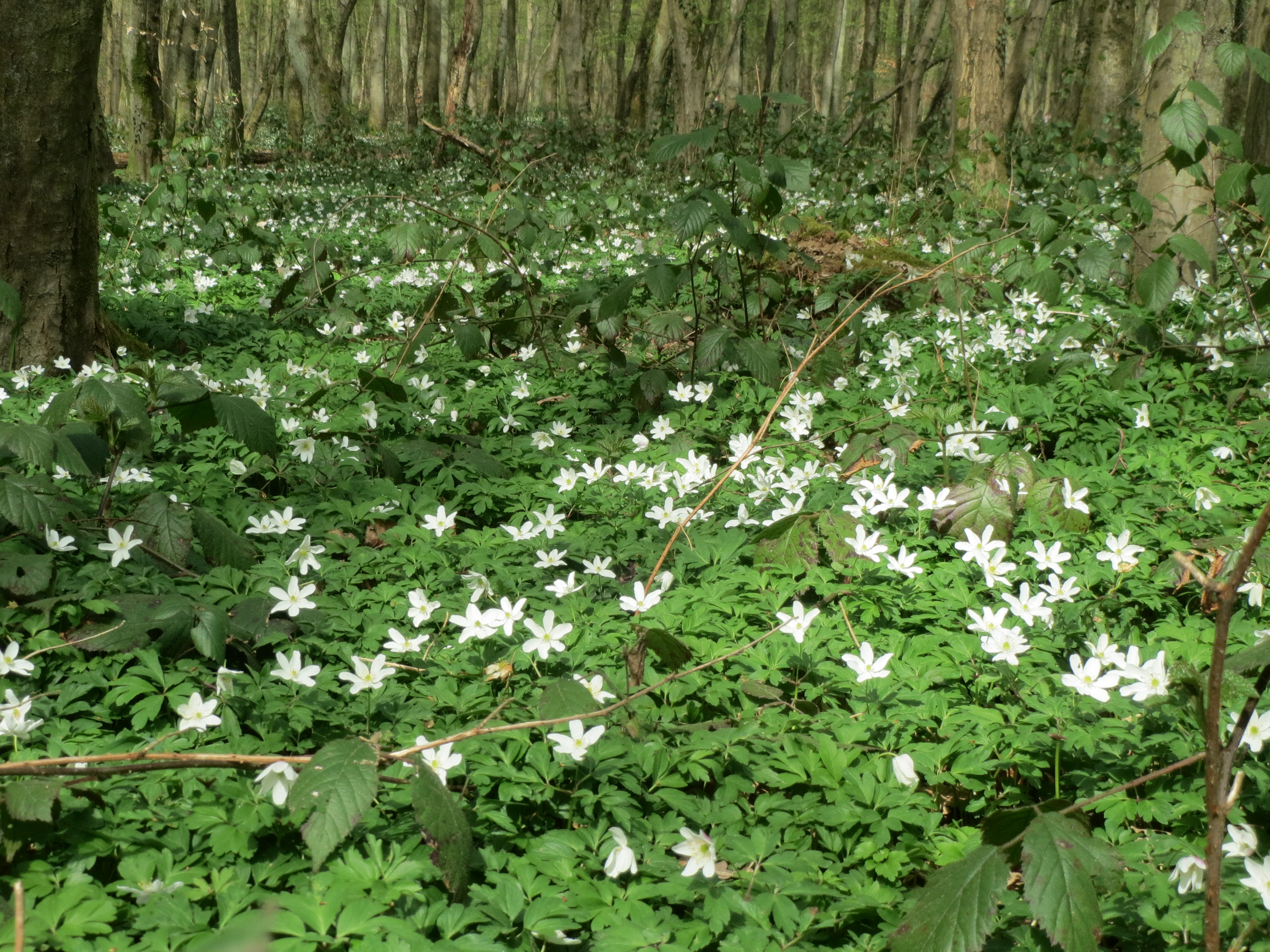
Population av vitsippor.

Population är inom biologin (framför allt ekologin) en grupp individer av en art som finns inom ett visst område vid en viss tid. Det gäller såväl växter som djur. Med uttrycket "Populationen gråsparvar i Kalmar kommun" menar man alla gråsparvar i Kalmar kommun.

## Populationstäthet
Populationstätheten är ett mått på populationer som anger antalet djur inom området: ju högre täthet, desto högre antal individer i populationen. Det finns fyra grundläggande orsaker till att en populations täthet förändras: Hur många som föds (nativitet), hur många som dör (mortalitet), inflyttningen (immigrationen) och utflyttningen (emigrationen). Mortaliteten påverkas till stor del av andra populationer, t.ex. att en rävpopulations ökning i antal ofta innebär en minskning av antalet rådjur. Om populationstätheten ökar för mycket blir risken större för svält inom populationen och det blir enklare för parasiter att sprida sig.

### Regleringen av populationens täthet
När det t.ex. finns få rävar inom ett område kommer rådjurspopulationen att öka. Eftersom räven är en av rådjurets predatorer kommer därefter rävpopulationen att öka. På så sätt regleras automatiskt populationens täthet under åren. Sammanfattat blir populationens täthet ungefär densamma nästa år eftersom nativiteten och immigrationen balanserar mortaliteten och emigrationen.
Om en population i alla fall skulle överskrida sin miljös bärkraft skulle populationens miljö försättas i ett sådant skick att populationen kraschar.